# Heteméri-rókalyuk
A Heteméri-rókalyuk Magyarország megkülönböztetetten védett barlangjai között volt. A Bükki Nemzeti Parkban helyezkedik el.

## Leírás
Miskolcon, a bükk-fennsíki Kis-fennsíkon, fokozottan védett területen, 666 méter tengerszint feletti magasságban van a két, egymástól körülbelül öt méterre lévő bejárata. A szentléleki turistaháztól az Ómassára vezető, kék kereszt jelzésű turistaúton dél felé indulva közelíthető meg. A Látó-kőtől körülbelül 150 méterre, az út jobb oldalán található sziklatömb délnyugati, vagyis völgy felőli oldalában vannak a bejáratok. A felső bejárata hegyoldalban, sziklafal tövében, erdőben van és egy méter széles, fél méter magas, vízszintes tengelyirányú, természetes jellegű, valamint szabálytalan alakú. Az alsó bejárata hegyoldalban, egy nyugat felé néző sziklafal tövében, erdőben van, egy méter széles, 1,1 méter magas, vízszintes tengelyirányú, természetes jellegű, valamint négyszög alakú.
A barlang alsó triász mészkőben, tektonikus törésvonalak mentén, valószínűleg kifolyó víz hatására jött létre. Jelenleg inaktív. Elágazó és egyszerű térformájú. Jellemző szelvénytípusa az alagút szelvény és a háromszög szelvény. Cseppkőbekérgezés, cseppkőlefolyás és montmilch figyelhető meg benne. Denevérek is előfordulnak a barlangban. A vízszintes kiterjedése 18 méter.
1976-ban volt először Heteméri-rókalyuknak nevezve a barlang az irodalmában. Előfordul a barlang az irodalmában Heteméri barlang (Kadić 1907), Heteméri rókalyuk (Schőnviszky 1937), Heteméri-róka-lyuk (Bertalan, Schőnviszky 1973–1974), Látó-kői Remete-barlang (Borzsák, Egri 2007), látó-kői Remete-barlang (Kordos 1984), Remete-barlang (Lénárt 1979), Szentléleki-barlang (Bertalan 1976), Szentléleki barlang (Borzsák, Egri 2007) és Szentléleki rókalyuk (Barbie 1942) neveken is.

## Kutatástörténet
A Földtani Közlöny 1907. évi évfolyamában publikált és Kadić Ottokár által írt tanulmányban szó van arról, hogy Kadić Ottokár bejárta a Szinva völgyének rendszeréhez tartozó mészkőterületet és itt, a Garadna bal partján meglátogatta a Heteméri barlangot. A Turisták Lapja 1937. évi évfolyamában megjelent publikációban az van írva, hogy Ómassa határában, a Hetemér sziklás D-i oldalában nyílik. Szűk és alacsony a vízszintes barlang, amely még nincs feltárva. Az 1938-ban napvilágot látott tanulmányban példaként van felhozva a barlang, mint a rókalyuk barlangtípus egyik jellegzetes képviselője. 1942-ben Kadić Ottokár tárta fel egy részét. Vasárnaponként egy munkás segítségével a barlangban felhalmozódott agyagot és kőtörmeléket eltávolíttatta. 1943. szeptember első napjaiban folytatódott ez a munka, majd az üreg előtti térség lett rendezve. Az 1943. évi Barlangvilágban az olvasható, hogy Kadić Ottokár 1942-ben átkutatta és felmérte a barlangot.
Az 1952-ben befejezett kéziratban az van írva, hogy úgy közelíthető meg, hogy a szentléleki menedékházból a Látó-kő nevű sziklák aljáig kell menni és itt egy kis építmény jelzi a barlangbejáratot. A barlangnak az építmény mellett, egy kis teraszon van 1,2 méter széles és alig egy méter magas bejárata. Északkeleti irányban befelé menve a bejárat után, rögtön az elején, bal oldalon egy mesterséges szűk hat méter hosszú hasadék kezdődik. A barlang 20 méter hosszú. Hasadékok mentén, korrózió hatására keletkezett. A hasadékok kívül a sziklákon is láthatók. Nem találtak Kadić Ottokárék a feltáráskor csontot, vagy régészeti leletet. A kis építményt, amely egy kápolna egy vallásos úrinő építette. Saját kezével, vésővel és kalapáccsal bontotta ki az említett oldalhasadékot azért, hogy megtalálja a pálos kolostor templomi szentélyének elzáró kulcsát.
Az 1976-ban befejezett, Magyarország barlangleltára című kézirat szerint a Heteméri-rókalyuk másik neve Szentléleki-barlang. A Bükk hegységban, a miskolci Ómassán, a Hetemér D-i, sziklás hegyoldalában, közel a szentléleki turistaházhoz található a vízszintes és szűk bejárata. A rókalyukszerű barlang 20 m hosszú. A kézirat barlangra vonatkozó része egy irodalmi mű alapján lett írva. A Bertalan Károly és Schőnviszky László által összeállított, 1976-ban megjelent Magyar barlangtani bibliográfia barlangnévmutatójában meg van említve a barlang Heteméri-róka-lyuk néven. A barlangnévmutatóban fel van sorolva 5 irodalmi mű, amelyek foglalkoznak a barlanggal. Az 1977-ben kiadott Bükk útikalauz című könyv szerint az Örvény-kői-kőfülkétől két kilométerre, délre, Ómassa felett található.
Az 1979-ben megjelent, Barlangok a Bükkben című kiadványban az van írva, hogy a kék kereszt jelzésű turistaút jobb oldalán emelkedő sziklafalban van a Heteméri-rókalyuk kis ürege. A másik oldalon, a Látó-kő aljában található meg a szintén kicsi Remete-barlang. A könyvhöz mellékelt, a Bükk hegység barlangokban leggazdagabb területét bemutató térképen látható a 34-es számmal jelölt Heteméri-rókalyuk és a 35-ös számmal jelölt Remete-barlang földrajzi elhelyezkedése. 1982-ben Kárpát József rajzolta meg a barlang alaprajz térképét és 7 keresztmetszet térképét. A térképek 1:100 méretarányban mutatják be a barlangot. Az 1984-ben napvilágot látott, Magyarország barlangjai című könyv országos barlanglistájában a Bükk hegység barlangjai között szerepel a Heteméri-rókalyuk, de két külön barlangként. Az egyik barlang Heteméri-rókalyuk néven, amelynek Szentléleki-barlang a névváltozata. A másik barlang látó-kői Remete-barlang néven. A listához kapcsolódóan látható az Aggteleki-karszt és a Bükk hegység barlangjainak földrajzi elhelyezkedését bemutató 1:500 000-es méretarányú térképen a két barlang földrajzi elhelyezkedése.
A Bükki Nemzeti Park Igazgatóság működési területén, a Bükk hegységben elhelyezkedő, 5362/8 kataszteri számú Heteméri-rókalyuk, 2006. február 28-tól, a környezetvédelmi és vízügyi miniszter 8/2006. KvVM utasítása szerint, megkülönböztetett védelmet igénylő barlang. 2007-ben Egri Csaba készítette el a barlang fénykép-dokumentációját. Ekkor az 1982-ben készült alaprajz térképen be lettek jelölve a fényképek készítésének helyei, valamint a fényképezés iránya. A barlang 2007-ben készült állapotfelvételi kéziratban az olvasható, hogy a 39,5 m hosszú, 18 m vízszintes kiterjedésű, 3 m függőleges kiterjedésű és 3 m mély barlang Miskolcon található.

## További irodalom
- Bánkuti Gábor: A bükki ősember nyomában. Friss Újság, 1943. december 19.
- Böcker Tivadar: A Királykút és Felsőforrás vízművek védőidoma. Kézirat. ALUTERV-FKI, 1981. Melléklet: A Kis-fennsík barlangjai.
- –: Az ősember nyomainak kutatása a Bükkben. Pesti Hírlap, 1943. szeptember 29.